# شعب الصلبة (حبيل جبر)

تعديل مصدري - تعديل

شعب الصلبة هي إحدى قرى عزلة حبيل جبر بمديرية حبيل جبر التابعة لمحافظة لحج، بلغ تعداد سكانها 53 نسمة حسب تعداد اليمن لعام 2004.